# Mándok
Mándok là một thành phố thuộc hạt Szabolcs-Szatmár-Bereg, Hungary. Thành phố này có diện tích 28,91 km², dân số năm 2010 là 4301 người, mật độ 149 người/km².